# Sagatus
Sagatus (лат. , от лат. sagatus «закутанный в военный плащ»; из-за крыльев) — род цикадок (Cicadellidae) подсемейства Deltocephalinae трибы Macrostelini.  

## Описание
Цикадки размером 4—6 мм. Стройные, цилиндрические, с закругленной спереди головой. 1 желтовато-зелёный вид на ивах. .

## Классификация
Включает два вида
- Sagatus punctifrons (Fallén, 1826) — Голарктика.
- Sagatus flavalis Hamilton, 1972 — Северная Америка